# Ctimene flavifrons
Ctimene flavifrons là một loài bướm đêm trong họ Geometridae.